# 鳩ヶ谷ソース焼きうどん
鳩ヶ谷ソース焼きうどん（はとがやソースやきうどん）は、埼玉県川口市鳩ヶ谷地域（旧・鳩ヶ谷市）のご当地グルメ。オリジナルソースを使用した焼うどんである。
「日本五大焼きうどん」のひとつに数えられる。

## 概要
埼玉県はうどん生産量が日本2位である。また、鳩ヶ谷地域には1935年からブルドックソース鳩ヶ谷工場があった。
鳩ヶ谷商工会が開発した焼うどんに用いる専用ソース「鳩ケ谷焼きうどんソース」をブルドックソースが共同開発したものである。
なお、ブルドックソース鳩ヶ谷工場は、施設の老朽化などを理由に2023年12月に閉鎖となっている。

## 歴史
2008年に木下達則鳩ヶ谷市長（当時）が、鳩ヶ谷市内にあったブルドックソースの工場と共同で何か「まちおこし事業」ができないかと鳩ヶ谷商工会の青年部研修で提案したことに始まる。
当時、ご当地焼きそばは日本各地で開発されていたが、ご当地焼きうどんは数が少なかったことと、上述のように埼玉県がうどん生産量で日本2位ということから焼うどんが採用された。
同年6月に開催された七夕祭にて初出品し、アンケートを元に改良を進める。同年8月に第3回埼玉B級ご当地グルメ王決定戦への出場を決め、アンケートを元にした専用ソース開発をブルドックソースに依頼する。同年10月に試作ソースを用いた鳩ヶ谷ソース焼きうどんの発表会を鳩ヶ谷市役所（現・川口市役所鳩ヶ谷庁舎）にて開催し、マスコミに報道される。同年11月に川口市で開催された第3回埼玉B級ご当地グルメ王決定戦では、4位（21品中）を獲得するとともにルーキー賞を受賞した。
2009年からは、「鳩ケ谷焼きうどんソース」の一般販売も行われている。

## 定義
- 「鳩ケ谷焼きうどんソース」を使用する。

この1点のみが定義であり、提供店舗によってさまざまなアレンジがされており、以下に例示する。
- 居酒屋 あいづ - 洋風であり、チーズが入った焼うどん[1]。
- 魚がし居酒屋 よっちゃん - 天かすとレタスを具に用い、マヨネーズをかける[1][4]。チーズを乗せ、炙るタイプも別途提供している[1]。
- 酒処 知多家 - 開発当時に青年部員だった鳩ヶ谷の酒屋が独自に開発した埼玉県産小麦を使った「鳩ケ谷ソース焼きうどん」専用のうどんを使用する[1]。

## 提供店舗
2017年時点では鳩ヶ谷地域内で約20店舗が鳩ヶ谷ソース焼きうどんを提供している。提供店舗には「鳩ヶ谷ソース焼きうどん研究会」が認定した赤いのぼりが目印となっている。